# Efecto electroóptico
Se llama efecto electro-óptico al cambio de las propiedades ópticas de un material en respuesta a un campo eléctrico que varía lentamente en comparación con la frecuencia de la luz. La aplicación de un campo eléctrico sobre la materia causa la dislocación de las cargas que en ella existen, produciendo dipolos o reorientando los ya existentes. En cualquier caso, el campo eléctrico induce en el material una anisotropía o modifica la que pudiera existir anteriormente. En concreto, la aplicación de un campo estático modifica el tensor dieléctrico y con ello los índices de refracción, y, por tanto, elipsoide de los índices que es quien define el tipo de anisotropía en el medio. Si el campo aplicado es oscilante, se pueden producir en el medio, aparte de la perturbación de la anisotropía óptica, resonancias mecánicas sincronizadas con los modos mecánicos del sólido.
El efecto electro-óptico, combinado con el efecto fotoeléctrico y la fotoconductividad dan raíz al efecto fotorrefractivo.

## Explicación
Este efecto engloba distintos fenómenos que pueden ser subdivididos en:

### Cambios en la absorción
- Absorción eléctrica: cambios de las constantes de absorción
- Efecto Franz-Keldysh: cambio en la absorción en semiconductores
- Efecto Stark de confinado cuántico: cambio en la absorción de los pozos cuánticos en algunos semiconductores
- Efecto electrocrómico: creación de una banda de absorción en alguna longitud de onda, causando un cambio en el color

Los cambios en la absorción pueden tener un fuerte efecto en el índice de refracción para longitudes de ondas cercanas a la frontera de absorción, debido a la relación Kramers-Kronig.

### Cambios en los índices de refracción y permitividad
- Efecto Pockels (o efecto electro-óptico lineal): cambio en el índice de refracción linealmente proporcional al campo eléctrico.
- Efecto Kerr (o efecto electro-óptico cuadrático): cambios en el índice de refracción proporcional al cuadrado del campo eléctrico.
- Electro-giro: cambio de rotación óptica del material

Los materiales que presentan estas características son cristales que se conocen por ser birrefringentes,  es decir, 
un material anisotrópico  que presenta diferentes velocidades de propagación de luz dependiendo del plano de la polarización y de la dirección de propagación a través del material. El rayo de luz que incide sobre él, se separa en dos rayos: ordinario y extraordinario, los cuales son perpendiculares entre sí  y con diferentes velocidades; pueden también propagarse en direcciones diferentes dependiendo de la orientación relativa del material.
ne-no=KλE2
siendo no el índice de refracción ordinario, ne el índice de refracción extraordinario, K la constante de Kerr, E el campo eléctrico, y λ la longitud de onda. 
Existen dos efectos electro-ópticos de gran importancia, el efecto Kerr y el efecto Pockels.

#### Efecto Kerr
La mayoría de los vidrios, gases, y algunos cristales
n(E) ≈ (nsn3E2)/2
siendo  n es el índice de refracción del material, s el coeficiente de Kerr, y E campo eléctrico. 

#### Efecto Pockels
Mantiene la linealidad del sistema debido a su fórmula, la cual expresa que el cambio de índice de refracción con respecto al campo eléctrico tiene características lineales. Es decir, la variación en el índice de refracción será proporcional al campo aplicado.
n(E)≈n-Δn
Donde n es el índice de refracción del material y r el coeficiente de Pockels a 25 °C con campos eléctricos en 20kV/cm, y E campo eléctrico.

## Aplicaciones
Moduladores electro-ópticos: se basan en cristales electro-ópticos que presentan el efecto Pockels. La onda transmitida es modulada con el campo eléctrico aplicado al cristal. Para modular la amplitud es necesario que se introduzca el cristal entre dos polarizadores lineales.
Deflectores electro-ópticos:
utilizan prismas de cristales electro-ópticos. El índice de refracción cambia por el efecto Pockels, cambiando así la dirección de propagación del haz dentro del prisma.